# Bergsgatan, Malmö

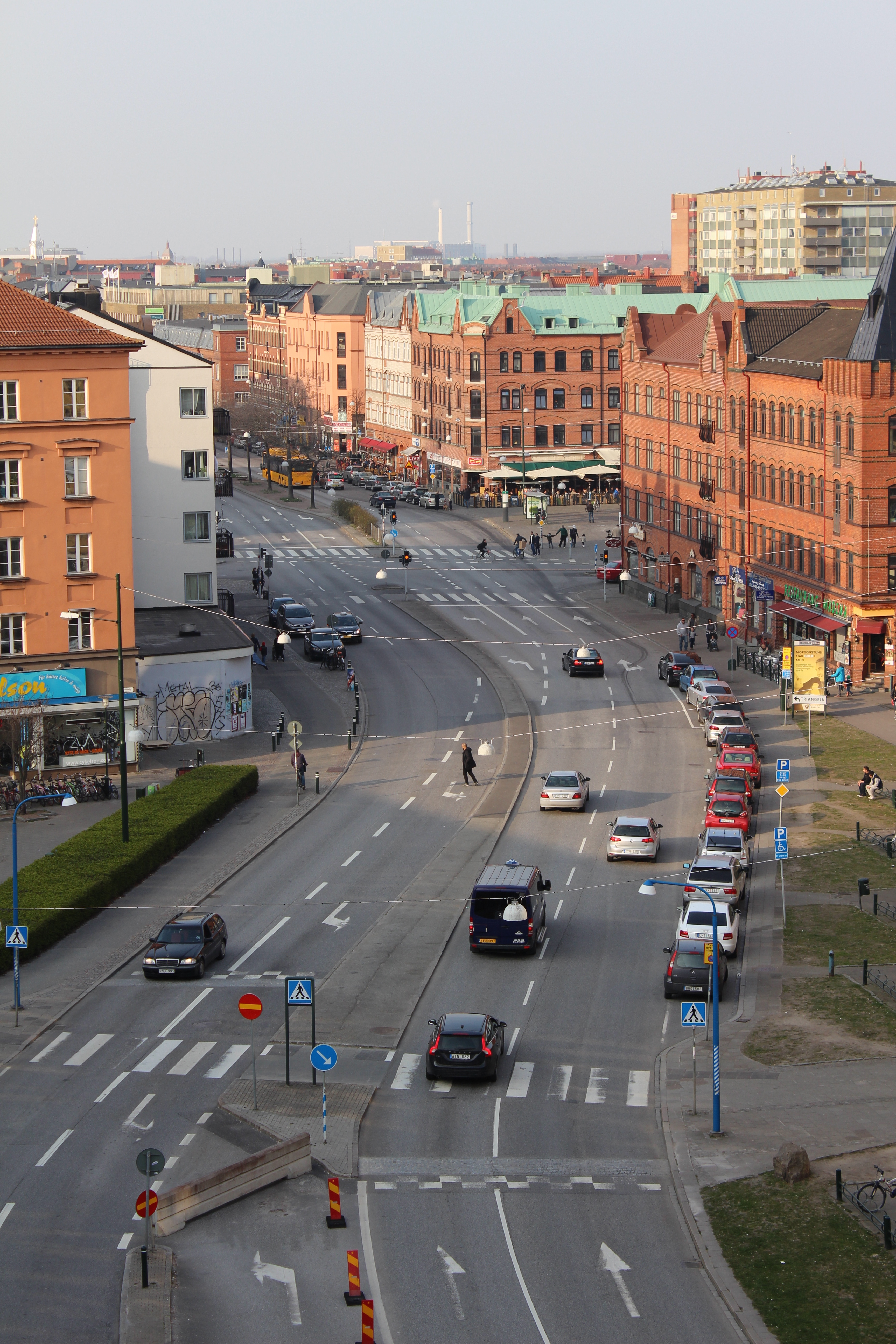
Bergsgatan sedd norrut från Carl Gustavs väg/Spårvägsgatan. Möllevångstorget ligger en bit norrut på höger sida.

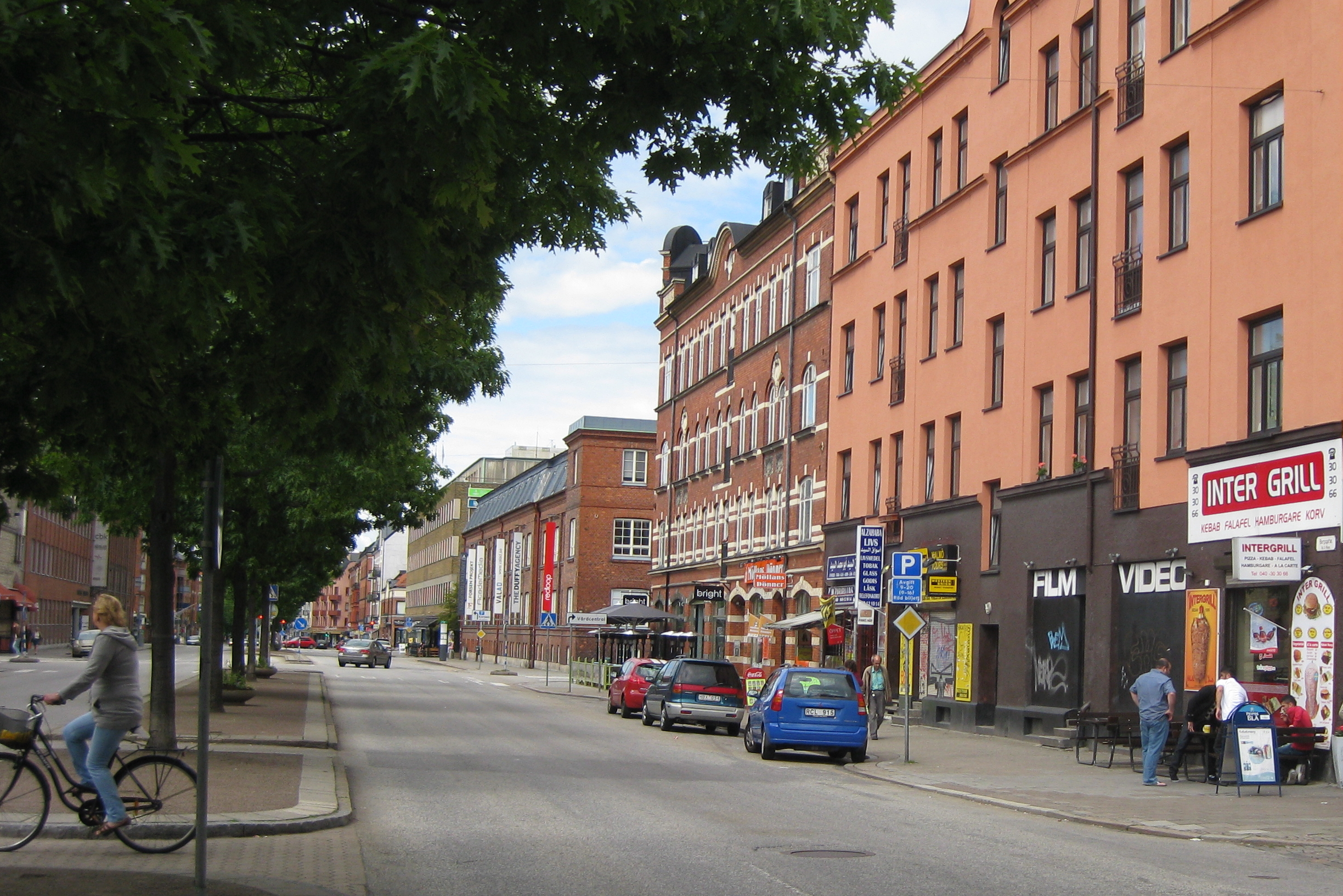
Bergsgatan mot norr från Kristianstadsgatan/Möllevångstorget. Det gula huset på höger sida en bit ner på gatan är före detta Arbetet, nu bland annat stadsarkiv. I huset bortom detta ligger Kulturbolaget. Kulturhuset Mazetti ligger på gatans vänstra sida mittför Arbetethuset och skymtar bakom cyklisten (träden som skymmer är rödekar).

Bergsgatan är en viktig gata i Malmö, utgörande gräns mellan Rådmansvången och Möllevången.
Bergsgatan började anläggas 1889 och färdigställdes 1904. Den sträcker sig från Andréelundsvägen, där den även ansluter till Amiralsgatan och passerar Möllevångstorget ned till Södra Fisktorget. Gatan fick troligen sitt namn efter handelsmannen Christian Bergh (1793–1866, far till Peter Bergh), delägare i firman Barkman & Bergh.
Vid gatan ligger bland annat Kulturhuset Mazetti, tidigare chokladfabrik, Malmö stadsarkiv i Arbetets gamla tidningshus och Kulturbolaget. Gatan trafikerades med elektriska spårvagnar från 1907 på sträckan Andréelundsvägen–Möllevångsgatan och från 1928 i sin helhet (trafiken nedlades i samband med högertrafikomläggningen 1967).